# Stazione meteorologica di Innsbruck
La stazione meteorologica di Innsbruck è la stazione meteorologica di riferimento per il servizio meteorologico austriaco e per l'Organizzazione Mondiale della Meteorologia, relativa alla città di Innsbruck.

## Coordinate geografiche
La stazione meteorologica è situata in Austria, nel Tirolo, all'interno dell'aeroporto di Innsbruck, a 581 metri s.l.m. e alle coordinate geografiche 47°10′N 11°13′E.

## Dati climatologici
Secondo i dati medi del trentennio 1961-1990, la temperatura media del mese più freddo, gennaio, si attesta a -0,8 °C, mentre quella del mese più caldo, luglio, è di +18,8 °C.

Le precipitazioni medie annue si aggirano sui 900 mm, distribuite mediamente in 119 giorni, con minimo relativo in inverno e picco massimo in estate.
| Innsbruck           | Mesi | Mesi | Mesi | Mesi | Mesi | Mesi  | Mesi  | Mesi  | Mesi | Mesi | Mesi | Mesi | Stagioni | Stagioni | Stagioni | Stagioni | Anno  |
| Innsbruck           | Gen  | Feb  | Mar  | Apr  | Mag  | Giu   | Lug   | Ago   | Set  | Ott  | Nov  | Dic  | Inv      | Pri      | Est      | Aut      | Anno  |
| ------------------- | ---- | ---- | ---- | ---- | ---- | ----- | ----- | ----- | ---- | ---- | ---- | ---- | -------- | -------- | -------- | -------- | ----- |
| T. max. media (°C)  | 3,5  | 6,3  | 11,3 | 14,8 | 20,3 | 22,6  | 24,7  | 24,4  | 20,8 | 15,8 | 8,2  | 3,7  | 4,5      | 15,5     | 23,9     | 14,9     | 14,7  |
| T. min. media (°C)  | −5,2 | −3,7 | 0,2  | 3,4  | 7,8  | 10,8  | 12,8  | 12,7  | 9,3  | 4,8  | −0,5 | −4,2 | −4,4     | 3,8      | 12,1     | 4,5      | 4,0   |
| Precipitazioni (mm) | 43,9 | 41,4 | 55,9 | 57,7 | 87,1 | 110,3 | 137,2 | 111,3 | 78,1 | 57,3 | 63,2 | 53,1 | 138,4    | 200,7    | 358,8    | 198,6    | 896,5 |
| Giorni di pioggia   | 7    | 7    | 9    | 10   | 11   | 13    | 14    | 13    | 9    | 8    | 9    | 9    | 23       | 30       | 40       | 26       | 119   |

## Temperature estreme mensili dal 1952 in poi
Nella tabella sottostante sono indicate le temperature estreme mensili registrate dal 1952 in poi con il relativo anno in cui sono state registrate. La temperatura massima assoluta finora registrata è di +37,5 °C e risale all'11 luglio 1984, mentre la temperatura minima assoluta finora rilevata è di -30,6 °C ed è datata 3 febbraio 1956.
| Innsbruck (1952-2024) | Mesi         | Mesi         | Mesi         | Mesi        | Mesi        | Mesi        | Mesi        | Mesi        | Mesi        | Mesi        | Mesi         | Mesi         | Stagioni | Stagioni | Stagioni | Stagioni | Anno  |
| Innsbruck (1952-2024) | Gen          | Feb          | Mar          | Apr         | Mag         | Giu         | Lug         | Ago         | Set         | Ott         | Nov          | Dic          | Inv      | Pri      | Est      | Aut      | Anno  |
| --------------------- | ------------ | ------------ | ------------ | ----------- | ----------- | ----------- | ----------- | ----------- | ----------- | ----------- | ------------ | ------------ | -------- | -------- | -------- | -------- | ----- |
| T. max. assoluta (°C) | 20,2 (1993)  | 21,3 (2023)  | 25,4 (2021)  | 30,1 (2024) | 33,9 (1969) | 37,3 (2019) | 37,5 (1984) | 36,7 (2003) | 31,6 (2006) | 26,0 (2009) | 22,6 (1970)  | 18,1 (1953)  | 21,3     | 33,9     | 37,5     | 31,6     | 37,5  |
| T. min. assoluta (°C) | −28,1 (1963) | −30,6 (1956) | −16,5 (1971) | −9,6 (2003) | −3,5 (1953) | 0,3 (1956)  | 3,5 (1954)  | 2,6 (1966)  | −1,3 (1964) | −6,6 (1997) | −19,1 (1952) | −27,6 (1962) | −30,6    | −16,5    | 0,3      | −19,1    | −30,6 |